# Orchesia ovata
Orchesia ovata là một loài bọ cánh cứng trong họ Melandryidae. Loài này được Laliberte miêu tả khoa học năm 1967.